# Бряузов Володимир Павлович
Бряузов Володимир Павлович, кандидат економічних наук; колишній нарродний депутат України.
Народився 29 квітня 1941 (місто Муром, Володимирська область, Росія) в сім'ї робітника-залізничника; росіянин.
Освіта: Київський автомобільно-дорожний інститут, інженер-економіст.
Народний депутат України 2-го скликання з квітня 1994 (2-й тур) до квітня 1998, Хмільницький виборчій округ № 52, Вінницька область, висунутий трудовим колективом. Член Комітету з питань паливно-енергетичного комплексу, транспорту і зв'язку. Член депутатської групи «Незалежні».
Після школи працював слюсарем з ремонту двигунів, потім служив в армії; після інституту — у Вінниці: інженер, начальник відділення вантажної колони, очолював економічну службу обласного управління автомобільного транспорту. З 1971 — на партійній і профспілковій роботі. Згодом — начальник обласного об'єднання пасажирського автотранспорту. З квітня 1980 — на партійній роботі. З 1991 — в обласному управлінні з забезпечення нафтопродуктами, з квітня 1992 — начальник цього управління, президент, з липня 1999 — голова спостережної ради ВАТ «Вінницянафтопродукт».

## Джерело
- Офіційний портал ВР [Архівовано 20 серпня 2013 у Wayback Machine.]